# ادای احترام به یونان
«ادای احترام به یونان» آلبومی از هنرمند اهل یونان ونگلیس است که در سال ۱۹۹۵ میلادی منتشر شد.